# Orehek, Cerkno
Orehek je naselje v Občini Cerkno.